# Eremedaille voor verdienste politie
De Eremedaille voor verdienste politie is een Nederlandse ministeriële onderscheiding.
De eremedaille werd ingesteld op 9 maart 2015 door de Minister van Veiligheid en Justitie. Deze medaille wordt toegekend aan politieambtenaren die een uitzonderlijke prestatie hebben geleverd van eenheidsoverstijgend of nationaal belang, of die zich op bijzondere wijze verdienstelijk hebben gemaakt voor de politie.
De medaille is dof goudkleurig en bestaat uit een kruis met zeven uitwaaierende armen, waarvan de uiteinden telkens drie punten hebben. Hierop ligt een dof gouden cirkel met het opschrift "WAAKZAAM EN DIENSTBAAR", en in het midden bevindt zich in glanzend goudkleur het logo van de Nederlandse politie (een wetboek met een springende granaat). De keerzijde van de medaille is vlak. Het bijbehorende lint is blauw met een smalle gele baan in het midden, geflankeerd door twee smalle gele banen aan weerszijden.
Museummedaille ·
Erepenning ·
Medaille van de Maatschappij tot Redding van Drenkelingen ·
Doggersbank-medaille ·
Broeder van de Orde van de Nederlandse Leeuw ·
Antwerpsche Medaille 1832 ·
Onderscheidingsteken voor Langdurige, Eerlijke en Trouwe Dienst ·
Eremedaille voor Kunst en Wetenschap ·
Eremedaille voor Voortvarendheid en Vernuft ·
De Ruyter-medaille ·
Regeringsmedaille ·
Medaille van het Carnegie Heldenfonds ·
Medaille van Verdienste van het Nederlandse Rode Kruis ·
Medaille voor trouwe dienst van het Nederlandse Rode Kruis ·
Erkentelijkheidsmedaille 1940-1945 ·
Inhuldigingsmedaille 1948 ·
Herinneringsmedaille Luchtbescherming 1940-1945 ·
Medaille van de Noord- en Zuid-Hollandsche Redding Maatschappij ·
Zilveren Anjer · 
Cultuurfonds Onderscheiding · 
Vrijwilligersmedaille Openbare Orde en Veiligheid ·
Vaardigheidsmedaille van de Nederlandse Sport Federatie ·
Inhuldigingsmedaille 1980 ·
Herinneringsmedaille VN-Vredesoperaties ·
Herinneringsmedaille Multinationale Vredesoperaties ·
Herinneringsmedaille Internationale Missies ·
Huwelijksmedaille 2002 ·
Herinneringsmedaille Buitenlandse Bezoeken ·
Marinemedaille ·
Landmachtmedaille ·
Marechausseemedaille ·
Luchtmachtmedaille
Zie ook: Ridderorden en onderscheidingen in Nederland